# Desmopsis schippii
Desmopsis schippii är en kirimojaväxtart som beskrevs av Paul Carpenter Standley. Desmopsis schippii ingår i släktet Desmopsis och familjen kirimojaväxter. Inga underarter finns listade i Catalogue of Life.